# Чјерна Љехота (Рожњава)
Чјерна Љехота (слч. Čierna Lehota) насељено је мјесто са административним статусом сеоске општине (слч. obec) у округу Рожњава, у Кошичком крају, Словачка Република.

## Становништво
| Година:    | 1994. | 2004.   | 2014.    | 2024.    |
| ---------- | ----- | ------- | -------- | -------- |
| Број људи: | 620   | 582     | 662      | 567      |
| Разлика:   |       | -6,12 % | +13,74 % | -14,35 % |

| Година:    | 2023. | 2024.   |
| ---------- | ----- | ------- |
| Број људи: | 579   | 567     |
| Разлика:   |       | -2,07 % |

Према подацима о броју становника из 2011. године насеље је имало 665 становника.